# Pekin (Dakota du Nord)
Pour les articles homonymes, voir Pékin (homonymie).
La ville de Pekin (en anglais [ˈpiːkɪn]) est située dans le comté de Nelson, dans l’État du Dakota du Nord, aux États-Unis. Lors du recensement de 2010, elle comptait 70 habitants.

## Histoire
Pekin a été fondée en 1906.

## Démographie
| 1920 | 1930 | 1940 | 1950 | 1960 | 1970 |
| ---- | ---- | ---- | ---- | ---- | ---- |
| 197  | 210  | 229  | 221  | 180  | 120  |

| 1980 | 1990 | 2000 | 2010 | - | - |
| ---- | ---- | ---- | ---- | - | - |
| 101  | 101  | 80   | 70   | - | - |

## Source
- (en) Cet article est partiellement ou en totalité issu de l’article de Wikipédia en anglais intitulé « Pekin, North Dakota » (voir la liste des auteurs).